# 임호영 (1957년)
임호영(1957년 1월 29일 ~ )은 대한민국의 변호사이다. 미래통합당 소속으로 21대 총선에 출마했으나 더불어민주당 민병덕에게 밀려 낙선했다.

## 학력
- 75년 ~ 1980년 : 서울대학교 법학 학사
- 1980년 ~ 1985년 : 서울대학교 대학원 법학 석사
- 2006년 ~ 2007년 : 노스웨스턴대학교 로스쿨 법학 석사
- 2021년 ~ 2023년 : 성균관대학교 법학전문대학원 법학박사

## 경력
- 1979년 : 제21회 사법시험 합격
- 서울고등법원 판사
- 1987년 ~ 1989년 : 서울형사지방법원 판사
- 수원지방법원 판사
- 대법원 재판연구관
- 1999년 ~ 2001년 : 사법연수원 교수
- 사법시험위원
- 군법무관 시험위원
- 대구지방법원 부장판사
- 2001년 ~ 2001년 : 서울중앙지방법원 부장판사
- 2004년 ~ : 법무법인 경원 대표변호사
- 국민의힘 유승민 제20대 대통령선거 예비후보 희망22 캠프 법률지원단
- 2022년 4월: 국민의힘 유승민 6·1지방선거 경기도지사 예비후보 선거대책위원회 공동 공정선거지원단장